# Opengewerkte tekening

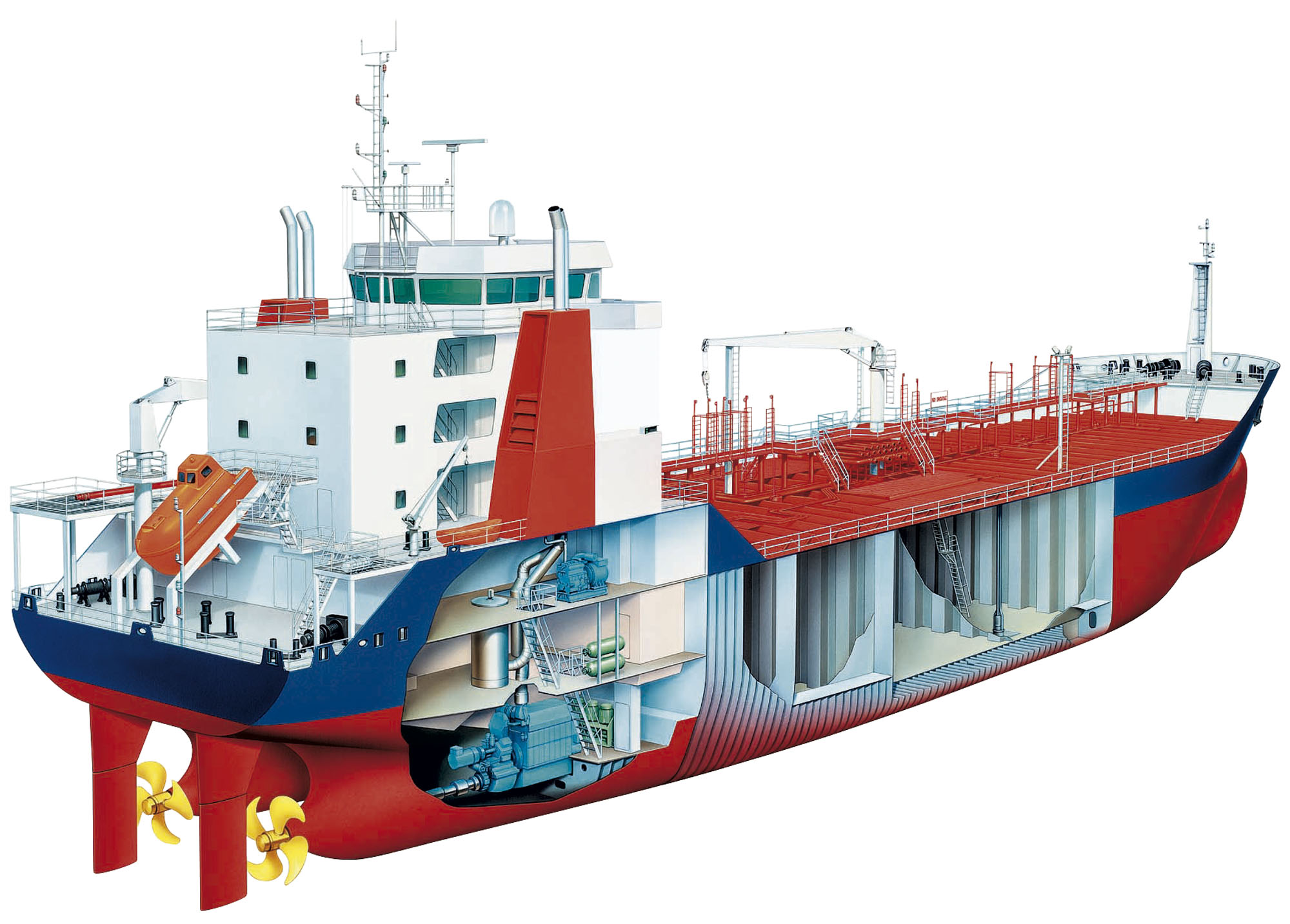
Opengewerkte tekening van een schip

Een opengewerkte tekening, doorsne(d)etekening is een illustratie van een driedimensionaal model, bijvoorbeeld een machine of gebouw, waarvan een gedeelte is 'weggezaagd' om het inwendige zichtbaar te maken. Het maken van een opengewerkte tekening valt onder de beschrijvende meetkunde. Een opengewerkte tekening kan op papier worden afgedrukt, maar kan ook tijdens het maken van een model met behulp van een CAD-programma worden gebruikt. Dat kan bijvoorbeeld met een doorsnede in Inventor.
Een andere mogelijkheid om het inwendige van iets te tonen is van het model een explosietekening te maken.